# Bayern (Die-Toten-Hosen-Lied)
Bayern ist ein Lied der Band Die Toten Hosen und erschien erstmals auf dem Album Unsterblich am 6. Dezember 1999. Die Band spielte den Musiktitel neu ein und veröffentlichte ihn als Tipp-Kick-Version im Jahr 2000 als Single. Text und Musik sind eine Zusammenarbeit von Campino und Funny van Dannen.

## Text und Musik
Das Lied hat den Charakter einer Hymne. Inhaltlich handelt es sich um ein Anti-FC-Bayern-München-Lied. Einige Zeilen lauten: „Es kann soviel passieren. Es kann soviel geschehen. Nur eins weiß ich hundertprozentig: Nie im Leben würde ich zu Bayern gehen.“ Auch Real Madrid und Manchester United werden im Text erwähnt, ebenso der Bayern-Manager Uli Hoeneß.
Bei der Entstehung übernahm Campino den Leadgesang. Die E-Gitarren spielten Michael Breitkopf und Andreas von Holst, letzterer spielte auch die Akustikgitarre ein. Den E-Bass spielte Andreas Meurer und das Schlagzeug war mit Wolfgang Rohde besetzt.

Akustikgitarre im Intro von Bayern

Das Intro von Bayern spielt eine akustische Gitarre, die bis zur Mitte der ersten Strophe den Gesang mit gebrochenen Chords begleitet. Dann setzen E-Bass und eine leicht verzerrte E-Gitarre ein.
Im Refrain trifft man für den Stil der Band typischen gehämmerten Achtelnoten und Powerchords. Ab der zweiten Strophe nimmt eine klar gespielte E-Gitarre das Motiv der Akustikgitarre wieder auf, hinzu kommen das Schlagzeug und eine weitere Gitarre, die dem Song den vollen Rocksound geben.

## Veröffentlichungen

### Lied
Die Single zur Tipp-Kick-Version von Bayern aus dem Jahr 2000 enthält folgende Zusatztitel:
1. Laß doch mal Dampf ab – 2:24 (Fred Weyrich, Cover von Gert Fröbe)
2. You’ll Never Walk Alone – 2:36 (Cover von Richard Rodgers/Oscar Hammerstein)
3. Hang On Sloopy – 2:30 (Wes Farrell, Bert Russell, Cover von The McCoys)

Die Tipp-Kick-Version wurde ein weiteres Mal auf dem Album Reich & sexy II im Jahr 2002 und dem Sampler All die ganzen Jahre im Jahr 2011 veröffentlicht. Eine Live-Version des Stückes Bayern erschien auf dem Album Machmalauter Live im Jahr 2009.

### Musikvideo
Die Regie des Musikvideos führte Peter Thorwarth. Es entstand während eines Freundschaftsspiels der Bandmitglieder und Fans auf dem Ascheplatz von Alemannia 08 in Düsseldorf-Flingern. Nach dem Fußballspiel wird ein Auftritt der Band Die Toten Hosen gezeigt. Am Ende des Films sieht man eine Person von hinten, die sich das Musikvideo auf einer zugeschickten 
VHS-Kassette angesehen hat. Diese Person, die wohl Uli Hoeneß darstellen soll, äußert ein Zitat von Hoeneß über das Lied: „Das ist der Dreck, an dem unsere Gesellschaft irgendwann ersticken wird.“
Als Campino, Frontmann der Band, im Jahr 2012 Hoeneß zum 60. Geburtstag beglückwünschte, fügte er hinzu, dass die Musikverkäufe seit der Veröffentlichung des Liedes im Süden Deutschlands zurückgingen, und dass sich diese bis zu diesem Zeitpunkt auch noch nicht wieder stabilisiert hätten.

## Resonanz
Die Single hielt sich 14 Wochen in den deutschen Charts und erreichte Platz 8. In der Schweiz blieb sie 9 Wochen lang in der Hitparade und erreichte höchstens Platz 18.
Die Süddeutsche Zeitung sah die Humoreske im Lied und zeichnete es am 18. Dezember 1999 mit dem „Musenkuss der Woche“ aus. Die Yeti Girls hingegen coverten das Lied und änderten die Originaltextzeile: „Ich würde nie zum FC Bayern München gehen!“ in „Wir würden niemals zu den Toten Hosen gehen!“ Den „Anti-Hosen-Titel“ stellten sie zum Download auf ihrer Homepage zur Verfügung.